# Gelis gelechiae
Gelis gelechiae är en stekelart som först beskrevs av William Harris Ashmead 1890.  Gelis gelechiae ingår i släktet Gelis och familjen brokparasitsteklar. Inga underarter finns listade i Catalogue of Life.